# 157396 Vansevičius
157396 Vansevičius è un asteroide della fascia principale. Scoperto nel 2004, presenta un'orbita caratterizzata da un semiasse maggiore pari a 3,0454451 au e da un'eccentricità di 0,0303664, inclinata di 9,54489° rispetto all'eclittica.
L'asteroide era stato inizialmente battezzato 157396 Vansevicius per poi essere corretto nella denominazione attuale.
L'asteroide è dedicato all'astronomo lituano Vladas Vansevičius.